# Mihkel Räim
Mihkel Räim (Kuressaare, 3 juli 1993) is een Estisch wegwielrenner die enkele seizoen uitkwam voor Israel Start-Up Nation en anno 2025 rijdt bij Quick Pro Team.

## Carrière
Als junior won hij in 2010 drie etappes en het eindklassement in de Ronde van de regio Łódź. Later dat jaar werd hij nationaal kampioen van Estland op de weg. In 2011 won Räim een gouden medaille op de Eilandspelen door James McLaughlin in de wegrit in een sprint-à-deux te verslaan.
In 2013, als tweedejaars belofte, kwam Räim uit voor Amore & Vita. Dat jaar boekte hij ook zijn eerste UCI-overwinning bij de eliterenners, door de vijfde rit in de Baltic Chain Tour te winnen. In 2015 won hij twee etappes en het puntenklassement in de GP Chantal Biya. Eerder dat jaar nam hij deel aan de eerste editie van de Europese Spelen, waar hij de wegrit niet uitreed, en won hij voor de tweede maal in zijn carrière goud op de Eilandspelen.
Voor het seizoen 2016 tekende Räim een contract bij het Israëlische Cycling Academy Team. Namens deze ploeg won hij de eerste etappe in de Tour de Beauce, waarna hij de leiderstrui aan mocht trekken. Deze trui verloor hij echter na één dag aan Gregory Daniel. In de vierde etappe wist Räim de sprint van een kleine groep te winnen, waardoor hij voor de tweede maal in rittenkoers het zegegebaar mocht maken. Op het nationaal kampioenschap van Estland versloeg Räim in de sprint met drie Silver Mäoma en Alo Jakin, waardoor hij een jaar lang in in de kampioenstrui mocht rijden. In de Ronde van Hongarije, die twee dagen na het nationaal kampioenschap begon, werd Räim achter Sándor Szalontay tweede in de proloog. Een dag later won hij de eerste etappe, voor zijn ploeggenoot Daniel Turek. Door zijn overwinning veroverde hij de leiding in het algemeen klassement, die hij in de overige vier etappes niet meer uit handen gaf. In het eindklassement had hij een voorsprong van achttien seconden op Oleksandr Polivoda. Later die maand werd hij vijfde in de door Mattia De Marchi gewonnen GP van Kranj. Op het wereldkampioenschap werd hij, samen met zijn ploeggenoten, twaalfde in de ploegentijdrit. Een week later reed hij de wegwedstrijd niet uit.
In de Omloop Het Nieuwsblad in 2017, die hij niet uitreed, maakte Räim zijn debuut in een World Tourwedstrijd. In mei zorgde hij voor de eerste seizoensoverwinning van zijn ploeg door de eerste etappe van de Ronde van Azerbeidzjan te winnen. De leiderstrui die hij daaraan overhield raakte hij een dag later kwijt aan Kirill Pozdnjakov. In juni won hij de eerste rit in lijn van de Ronde van Slowakije door Kevin Pauwels en Matteo Malucelli te verslaan in de massasprint. Zijn laatste zege van het seizoen volgde in augustus, toen hij de vierde etappe in de Colorado Classic won.
In 2018 werd Räim voor de tweede keer in zijn carrière nationaal kampioen van Estland op de weg. Daarnaast won hij ook de eerste editie van de Great War Remembrance Race, waar hij in een sprint met drie won van de Pool Pawel Bernas en de Belg Preben Van Hecke.
In 2024 maakte hij de overstap naar de Mongoolse wielerploeg Ferei Quick-Panda Podium Mongolia Team waar hij samen met onder andere landgenoten Gleb Karpenko, Oskar Nisu en Martin Laas reed.

## Overwinningen
2010
1e, 3e en 4e etappe Ronde van de regio Łódź
Eindklassement Ronde van de regio Łódź
 Estisch kampioen op de weg, Junioren
2011
 Wegrit op de Eilandspelen
2013
5e etappe Baltic Chain Tour
2015
 Wegrit op de Eilandspelen
1e en 3e etappe GP Chantal Biya
Puntenklassement GP Chantal Biya
2016
1e en 4e etappe Ronde van Beauce
 Estisch kampioen op de weg, Elite
Grote Prijs Stad Geraardsbergen
1e etappe Ronde van Hongarije
Eindklassement Ronde van Hongarije
2017
1e etappe Ronde van Azerbeidzjan
1e etappe Ronde van Slowakije
4e etappe Colorado Classic
2018
2e etappe Ronde van Castilië en León
4e etappe Ronde van Japan
2e etappe Ronde van Korea
 Estisch kampioen op de weg, Elite
Great War Remembrance Race
2019
2e etappe Ronde van Estland
Eind- en puntenklassement Ronde van Estland
3e etappe Ronde van Roemenië
2020
1e etappe Ronde van Antalya
2021
3e etappe Istrian Spring Trophy
4e etappe Belgrade Banjaluka
Eindklassement Belgrade Banjaluka
 Estisch kampioen op de weg, Elite
3e etappe Ronde van Bulgarije
2022
 Estisch kampioen op de weg, Elite

## Resultaten in voornaamste wedstrijden
| Jaar | Ronde van Italië | Ronde van Frankrijk | Ronde van Spanje |
| ---- | ---------------- | ------------------- | ---------------- |
| 2016 |                  |                     |                  |
| 2017 |                  |                     |                  |
| 2018 |                  |                     |                  |
| 2019 |                  |                     |                  |
| 2020 |                  |                     | 139e             |

| Jaar | Gent-Wevelgem |  | WK op de weg |
| ---- | ------------- |  | ------------ |
| 2016 |               |  | opgave       |
| 2017 | opgave        |  | 123e         |
| 2018 |               |  |              |
| 2019 |               |  | opgave       |
| 2020 |               |  |              |

## Ploegen
- 2013 –  Amore & Vita
- 2014 –  Amore & Vita-Selle SMP (stagiair vanaf 1 augustus)
- 2016 –  Cycling Academy Team
- 2017 –  Israel Cycling Academy
- 2018 –  Israel Cycling Academy
- 2019 –  Israel Cycling Academy
- 2020 –  Israel Start-Up Nation
- 2021 –  Mazowsze Serce Polski
- 2022 –  Burgos-BH
- 2023 –  ATT Investments
- 2024 –  Ferei Quick-Panda Podium Mongolia Team
- 2025 –  Quick Pro Team

Boivin · Craven · Dempster · Díaz · Goldstein · Lemus · Lowndes · Neilands · Perry · Räim · Sagiv · Schreurs · Turek · Williams · van Winden · Yechezkel · Einhorn (stagiair) · Niv (stagiair) · Sessler (stagiair)
Ávila · Boivin · Dempster · Díaz · Earle · Enger · Gebremedhin · O. Goldstein · R. Goldstein · Hermans · Jensen · Lemus · Neilands · Niv · Perry · Plaza · Räim · Sagiv · Sbaragli · Schreurs · Turek · Williams · van Winden · Yechezkel
Ávila · Badilatti · Barbier · Boivin · Brändle · Crisey · Cataford · Cimolai · Dempster · Dunne · Earle · Einhorn (vanaf 1-6) · Enger · Gebremedhin · O. Goldstein · R. Goldstein · Hermans · Jensen · Minali · Neilands · Niv · Perry · Plaza · Räim · Sagiv · Sbaragli · Schreurs · Turek · van Asbroeck · van Winden · Ben Mosche (stagiair) · Ovett (stagiair) · Renard (stagiair)
Badilatti · Barbier · Biermans · Boivin · Brändle · Cataford · Cimolai · Dowsett · Einhorn · Goldstein · Greipel · Hermans · Hofstetter · Hollenstein · Martin · McCabe · Navarro · Neilands · Niv · Piccoli · Politt · Räim · Renard · Sagiv · Schelling · Sutherland · Vahtra · Van Asbroeck · Würtz Schmidt · Zabel
Aparicio · Bol · Cabedo · Díaz (vanaf 3/6) · Domingues · Ezquerra · Fuentes · Langellotti · López-Cózar · Madrazo · Molenaar · Moreno · Muller · Navarro · Okamika · Orts · Pelegrí · Peñalver · Räim · Rubio · Sánchez · Fernández (stagiair) · Franco (stagiair) · Martin (stagiair)